# Vladimirescu (okręg Arad)
Vladimirescu – wieś w Rumunii, w okręgu Arad, w gminie Vladimirescu. W 2011 roku liczyła 6445 mieszkańców. 